# Diapositivo

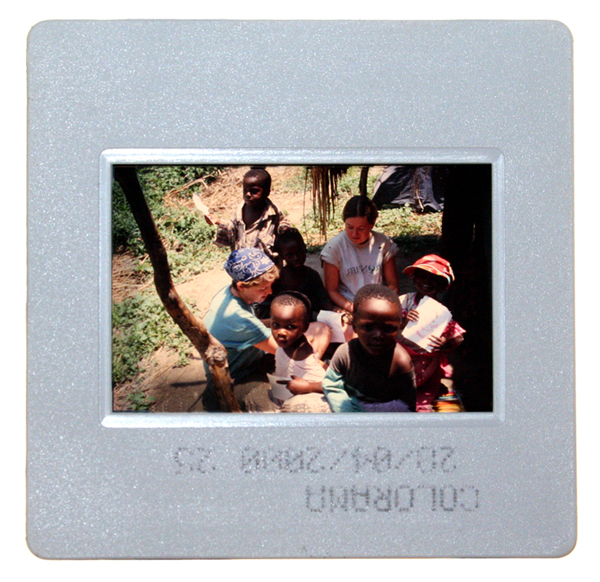
Um slide individual, exibindo uma transparência colorida numa moldura plástica

Em fotografia, um slide, eslaide, diapositivo ou transparência é uma imagem estática, positiva, geralmente em cores, criada sobre uma base transparente usando meios fotoquímicos, e montado numa moldura para possibilitar sua projeção numa tela. Por analogia, o termo também é utilizado para designar outros tipos de apresentação de imagens estáticas, como aquelas desenvolvidas no Microsoft PowerPoint e outros programas de autoria.

## História
A mais antiga forma prática de fotografia colorida foi o processo autocromo. Era um método aditivo de "matriz" o qual produzia um slide colorido.
O primeiro método prático usando um método "subtrativo" foi o processo Kodachrome, o primeiro filme colorido para amadores comercialmente bem-sucedido, lançado em 1935. Ele produzia transparências em cores muito mais brilhantes. Foi oferecido inicialmente em formato 16 mm para cinema; slides de 35 mm e filmes caseiros de 8 mm seguiram-no em 1936. 
Originalmente usado para cobertura cinematográfica de notícias, auferiu gradativamente maior popularidade. Alguns amadores já usavam o Kodachrome para filmes caseiros já por volta de 1940, e muitos usavam adaptadores de rolos de filmes de 35 mm com "câmeras de reportagem" comuns de 4″×5″. Nesta época, o filme colorido possuía uma série de deficiências, incluindo o alto custo do filme e do seu processamento e a vida curta das cópias impressas. Amadores que podiam se dar ao luxo de comprar filme para slides e equipamento de projeção usaram-nos amplamente até o início dos anos 1970, quando o filme fotográfico colorido começou a substituí-lo.
Até cerca de 1995, transparências coloridas eram o único meio fotográfico usado para publicações sérias, e eram amplamente usados em fotografia comercial e de publicidade, reportagens, cobertura desportiva, arquivo e imagens da natureza. A mídia digital tem gradualmente substituído as transparências em muitas dessas aplicações. Todavia, o uso de slides por artistas que submetem obras a concursos ou em exibições individuais, a aplicação em escolas de arte e residências (ou similares), é ainda bastante disseminado por várias razões, entre as quais está a falta de fidelidade de cores (percebida ou imaginada), na Mídia digital.